# Keith Masefield
Keith Masefield (Birmingham, 26 februari 1957) is een Engels voormalig voetballer die als verdediger speelde.
Masefield begon zijn loopbaan bij Aston Villa waar hij vanaf 1974 onder contract stond tot en met 1977. Hij kwam echter maar vier wedstrijden voor de hoofdmacht uit. Hij leerde bij een jeugdtoernooi bij FC Blauw-Wit Amsterdam zijn latere vrouw kennen en bleef in Nederland. Hier kwam hij via Barry Hughes bij de toenmalige profclub HFC Haarlem en kreeg hij meteen een basisplaats. Van 1977 tot 1988 kwam hij uit in zowel de eredivisie als de eerste divisie. Hij speelde in totaal 271 wedstrijden waarin hij zes maal wist te scoren. Hierna ging hij naar België waar hij een contract kreeg bij Beerschot VAC. Hij kwam hier in 1988 en 1989 voor uit en speelde in totaal 32 wedstrijden voor de club. Tussen 1989 en 1991 kwam hij nog uit voor Telstar waar hij 32 wedstrijden voor speelde. Daarna kwam zijn profloopbaan tot een einde en bleef hij in Nederland wonen en kwam nog uit als amateurvoetballer bij diverse verenigingen.